# Калеидоскоп – Основе диверсификованих програма предшколског васпитања
Калеидоскоп – Основе диверсификованих програма предшколског васпитања је научна монографија редовне професорке Филозофског факултета Универзитета у Београду Живке Крњаје и редовне професорке у пензији Драгане Павловић Бренеселовић, објављена 2017. године. Представља публикацију која је развијена у оквиру научно-истраживачког пројекта „Калеидоскоп – диверсификација облика и програма предшколског васпитања и образовања” који је у сарадњи са Министарством просвете, науке и технолошког развоја Републике Србије и Уницефом реализовао Институт за педагогију и андрагогију Филозофског факултета Универзитета у Београду, као комплементаран пројекту „Вртићи без граница 2 – квалитетно инклузивно предшколско васпитање и образовање”, уз финансијску подршку Швајцарске агенције за развој и сарадњу.

## О ауторкама
Живка Крњаја је редовни професор на Одељењу за педагогију и андрагогију Филозофског факултета Универзитета у Београду. Професорка је на предметима из области предшколске педагогије на основним, мастер и докторским студијама и предмету Развијање и евалуација програма на основним студијама. Ауторка је књига Увод у педагогију, Контекст у учењу и подучавању и Где станује квалитет – Развијање праксе дечјег вртића. Коаутор је књига Од учења ка подучавању, Где станује квалитет – политика грађења квалитета у предшколском васпитању и Калеидоскоп – пројектни приступ учењу. Бави се проблематиком учења предшколске деце, дечјом игром и стваралаштвом, истраживањима практичара, развијањем и евалуацијом образовних програма.
Драгана Павловић Бренеселовић је редовни професор у пензији на Одељењу за педагогију и андрагогију Филозофског факултета Универзитета у Београду. Професорка је на предметима из области предшколске педагогије на основним, мастер и докторским студијама и предмету Развијање и евалуација програма на основним студијама. Ауторка је књига Од природних непријатеља до партнера – системски приступ односу породице и јавног васпитања, Где станује квалитет – Истраживање са децом праксе дечјег вртића, Игровница: водич за родитеље и Положај детета у дечјем вртићу и првом разреду основне школе. Коаутор је књига Где станује квалитет – политика грађења квалитета у предшколском васпитању, Интерактивна настава, Модели различитих облика предшколског васпитања, Интерактивна обука: приручник за обуку водитеља интерактивне обуке, Партнерски однос у васпитању: приручник за обуку васпитача, Тимски рад у васпитној пракси: приручник за обуку васпитача и Калеидоскоп – пројектни приступ учењу.

## О књизи
Монографија, према речима професорке др Јасмине Клеменовић из рецензије, разрађује темељне поставке савременог приступа грађења програма у раду са децом предшколског узраста. Ауторке се ослањају на метафору калеидоскопа чиме читаоцима представљају комплексност утицаја бројних чинилаца од којих зависи квалитет интеракције и учења свих актера у процесу отвореног васпитања и образовања. У самом средишту Калеидоскопа се налази, како наводи професорка др. Јасмина Клеменовић, холистичко разумевање интегрисаног учења као процеса који проистиче из делања (игре, животно-практичних активности и планираног учења) и добробити, а остварује се кроз односе детета са вршњацима, одраслима, породицом, физичким окружењем и широм заједницом. Монографија је намењена свима који се припремају за реализацију диверсификованих програма са децом предшколског узраста, у оквиру предшколских установа или спортско-рекреативних центара и установа културе. Како саме ауторке у уводу наводе, калеидоскоп је омиљена дечја играчка која, рефлектујући делиће различите боје кроз систем двоструких огледала, гради различите слике па тако симболизује суштину диверсификованих програма полазећи од заједничке основе (како видимо дете и учење и шта је наша улога у томе) граде различите слике, зависно од конкретног контекста у коме се програм развија и усмерења које програм има.